# Окунь, Эдвард
Эдвард Окунь (пол. Edward Okuń; 21 сентября 1872, Зежень (в то время пригород Варшавы, ныне в черте города) — 17 января 1945, Скерневице) — польский художник, рисовальщик, иллюстратор.

## Биография
Представитель польского дворянского рода Окунь герба Белина.
В 1890—1891 годах обучался рисунку и живописи в варшавском рисовальном классе В. Герсона, затем в 1891—1893 — в Школе изобразительных искусств в Кракове (ныне Краковская академия искусств) под руководством Исидора Яблонскогo и Яна Матейко, после чего продолжил совершенствоваться в живописи в Мюнхенской академии художеств (1893) и Высшей школе изящных искусств Парижа (1894). Из Парижа вернулся в Мюнхен, а оттуда выехал в Рим (1898), где провёл более 20 лет.
В 1925—1930 годах — профессор Школы изящных искусств им. Герсона в Варшаве, в 1933—1934 — был её директором.
Член Товарищества польских художников «Искусство» («Sztuka»).
16 декабря 1922 года был свидетелем убийства на художественной выставке в Варшаве первого президента Польши Г. Нарутовича. Вместе с одним из адъютантов президента задержал убийцу — Элигиуша Невядомского, критика-модерниста и художника.
Во время Второй мировой войны жил в Варшаве. После Варшавского восстания переехал в Скерневице, где в январе 1945 года был убит случайной пулей на улице во время освобождения города войсками 1-го Белорусского фронта.

## Творчество
Э. Окунь в лучший период творчества — представитель польского модерна и символизма, автор многих портретов, идиллических пейзажей с элементами фантастичности, с доминирующим чувством декоративности и внимания к колористике. Эти работы сильно отличилась от реалистических композиций, с которых художник начинал свой творческий путь. 
Окунь также работал, как художник-иллюстратор. В частности, создавал обложки для литературно-художественного журнала «Chimera» («Химера»), который редактировал Зенон Пшесмыцкий, а также для баварского иллюстрированного сатирического и общественно-политического еженедельника «Jugend». Э. Окунь — автор многочисленных виньеток и иллюстраций в польских журналах «Tygodnik Ilustrowany», «Świat», «Sfinksa» и других, а также плакатов и иллюстраций к книгам.
В отдельных случаях художник сам изготавливал резные рамы для своих картин.

## Галерея

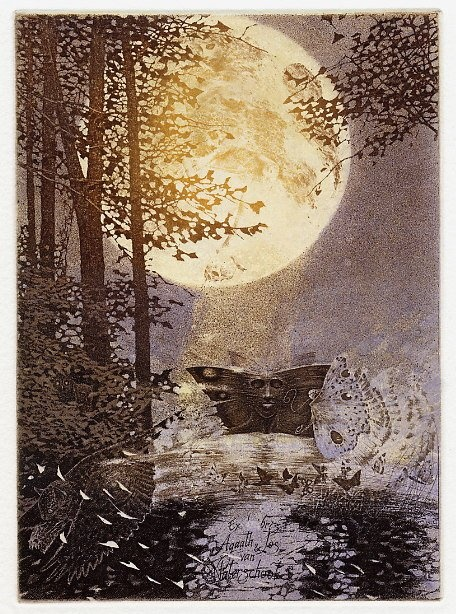
Ночные бабочки, ок. 1920
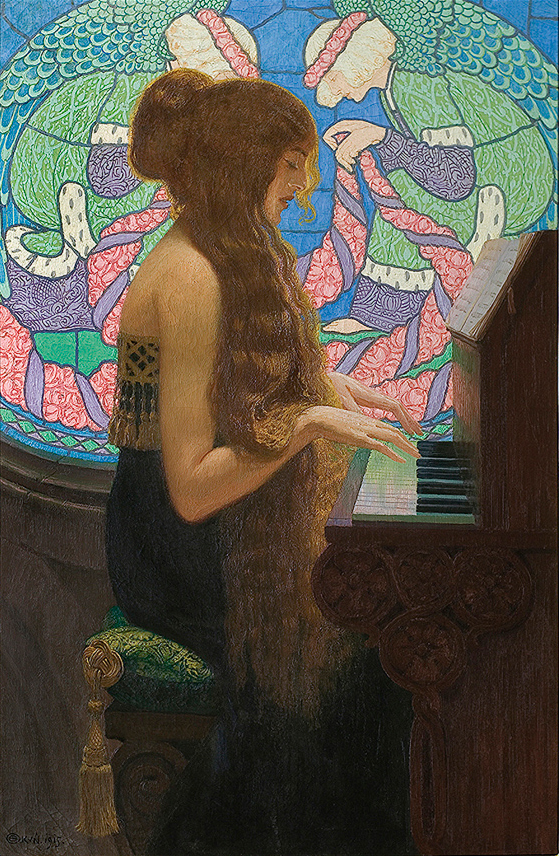
«Musica Sacra» (Священная музыка/Духовная музыка), 1915
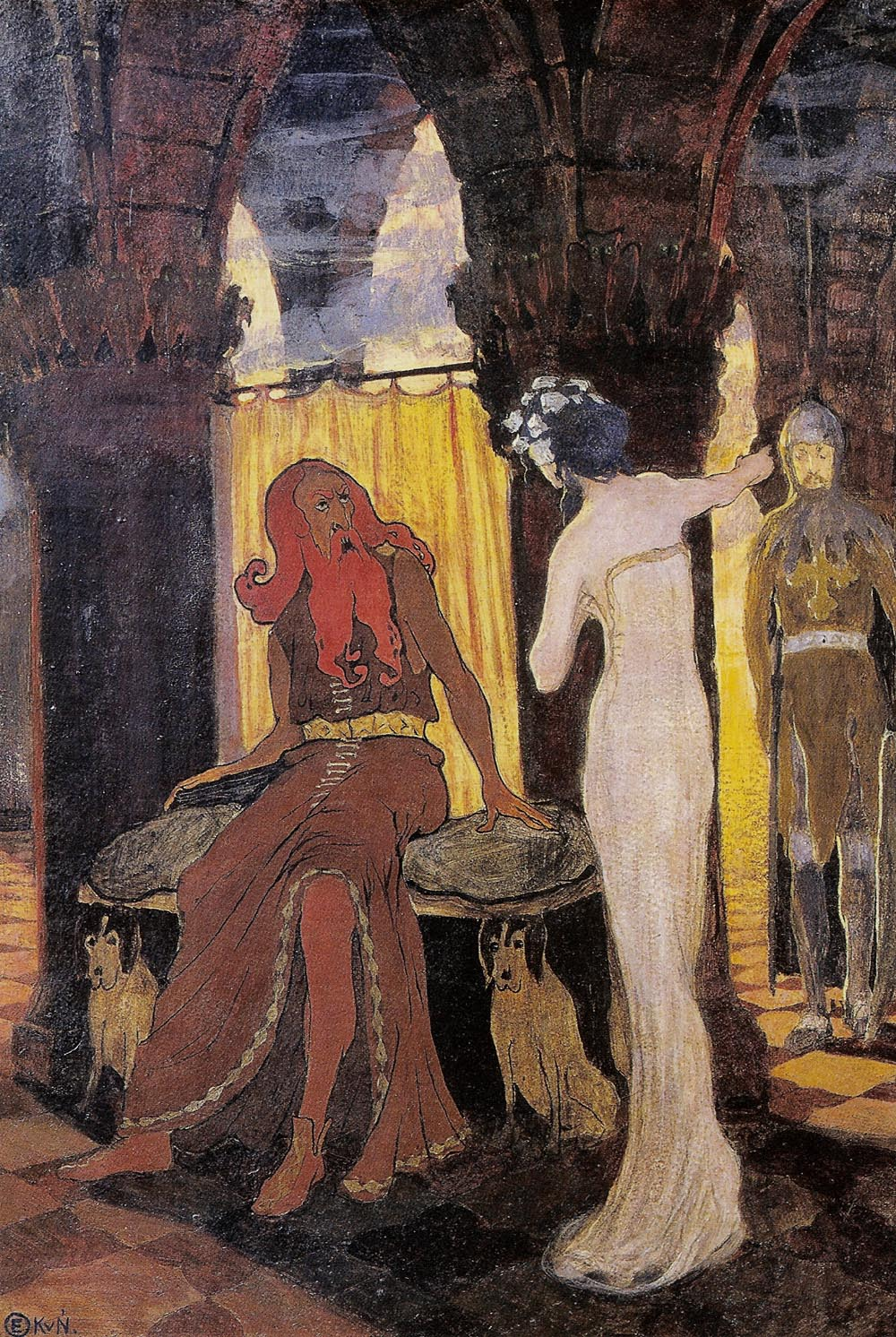
Легенда, 1910
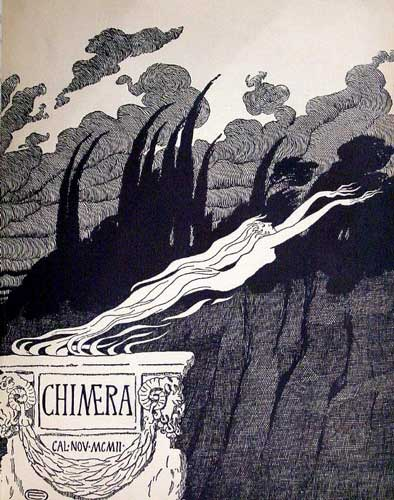
Обложка журнала „Chimera”, 1902
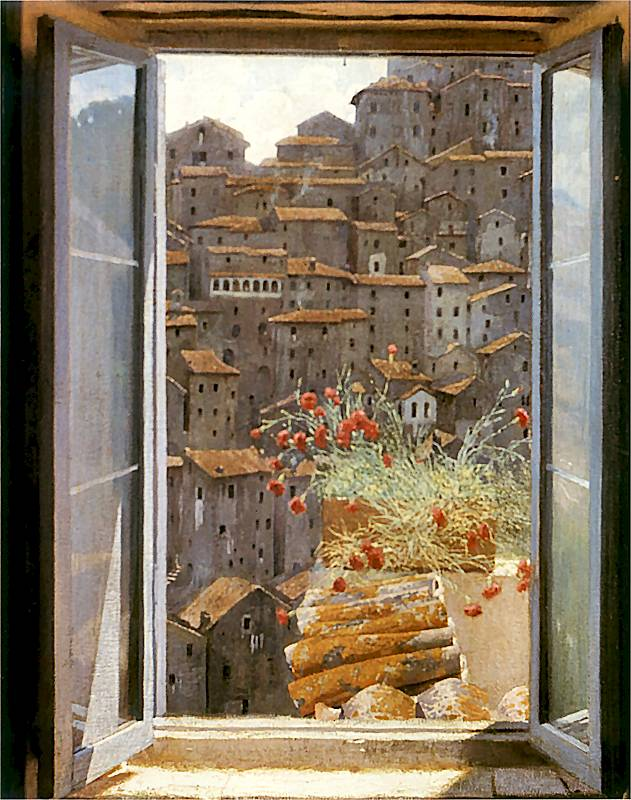
Вид из окна, 1905
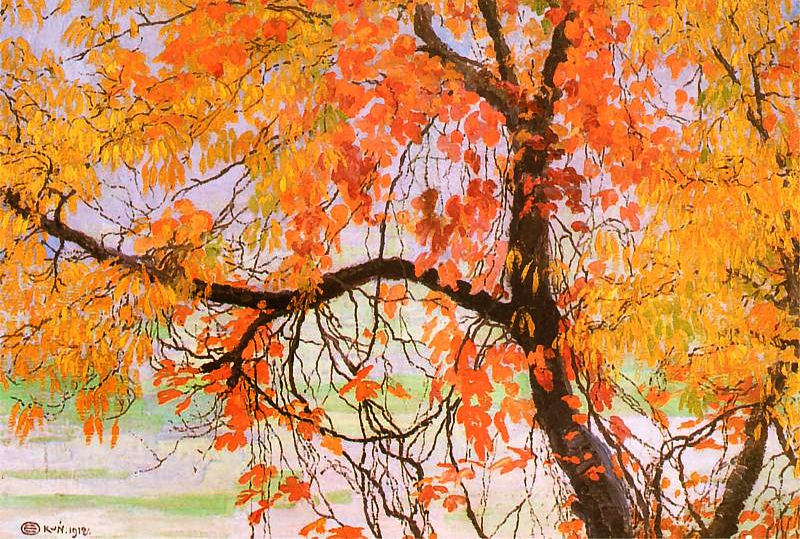
Осенние листья, 1912
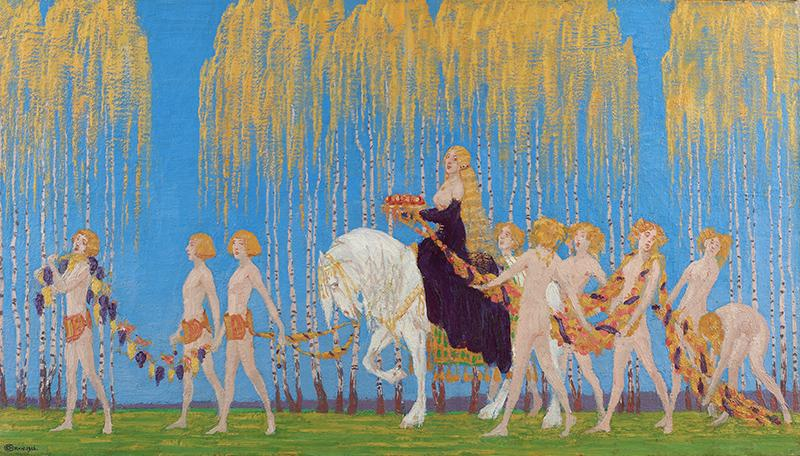
Апофеоз Осени, 1916
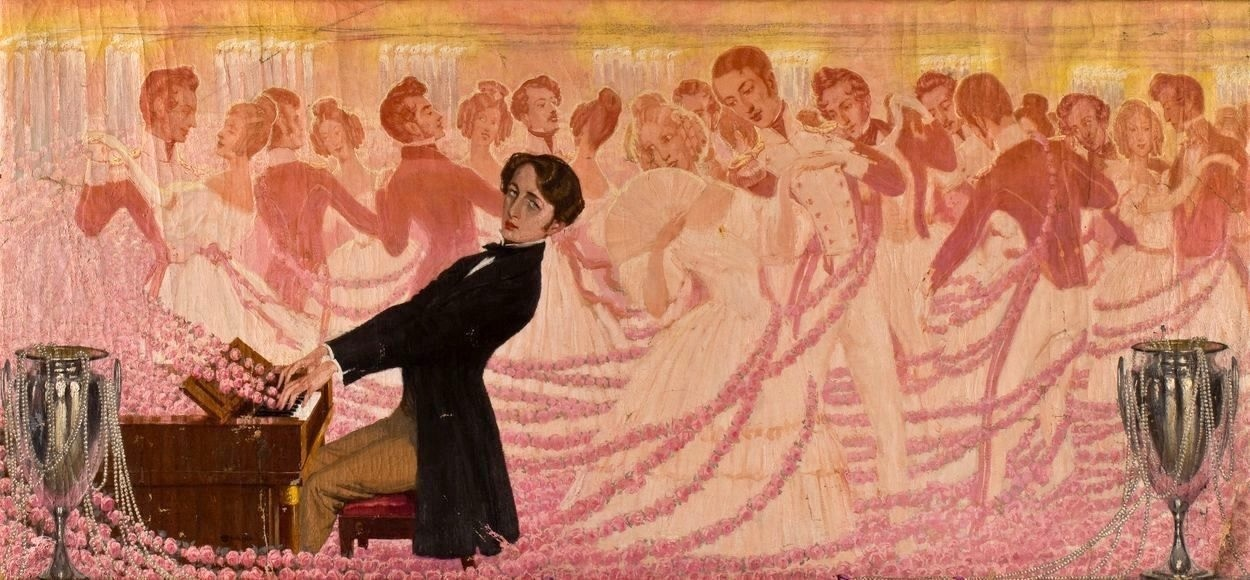
Вальс Шопена, 1926
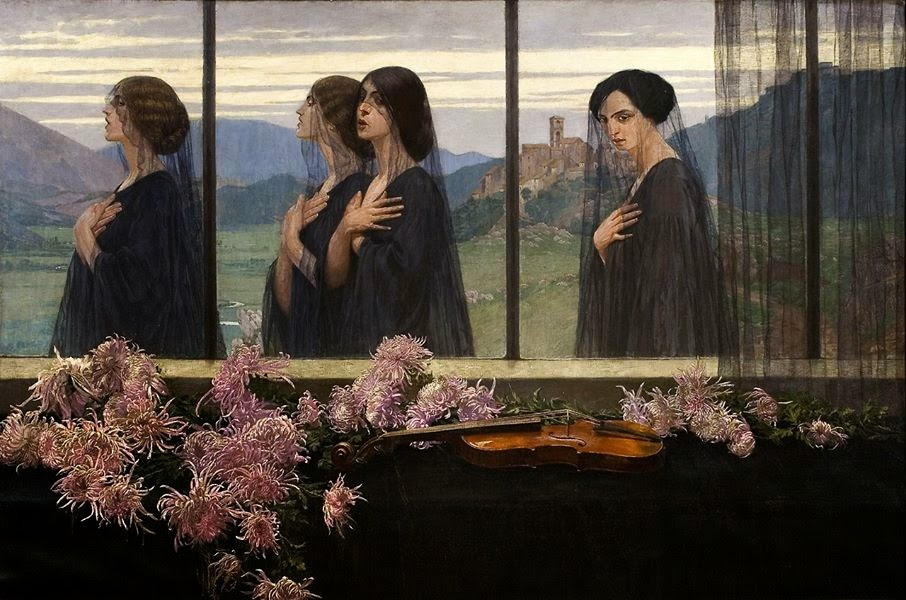
Четыре Скрипичных Струны, 1914
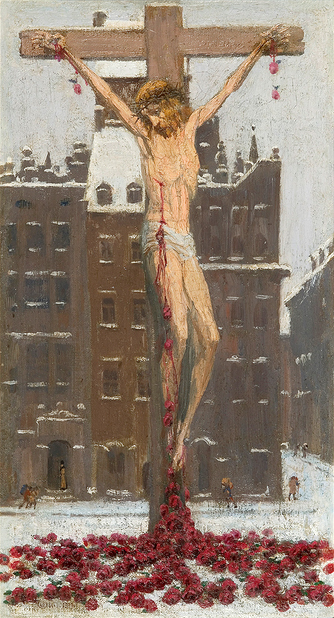
Снежный Христос, 1929
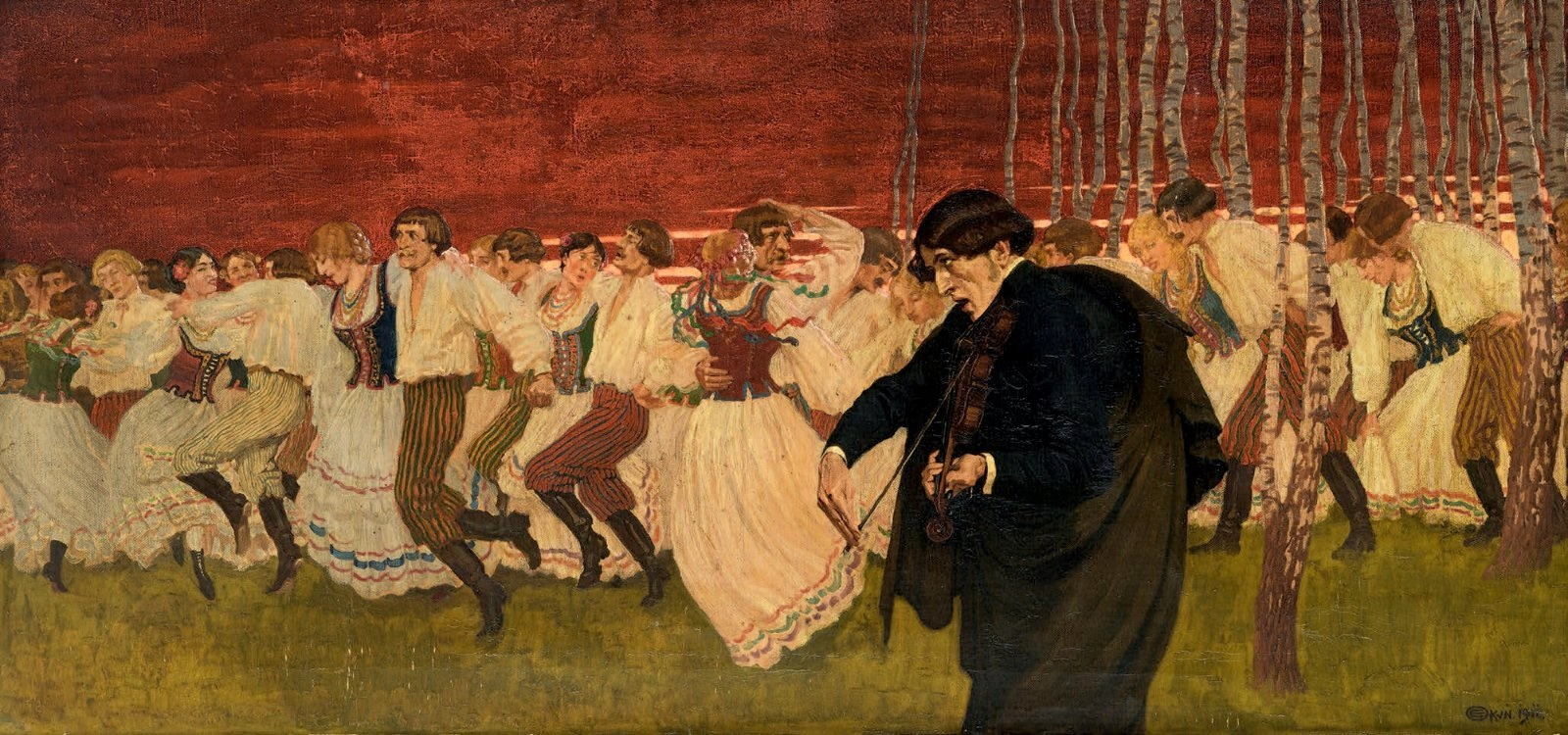
Мазурка Шопена, 1911
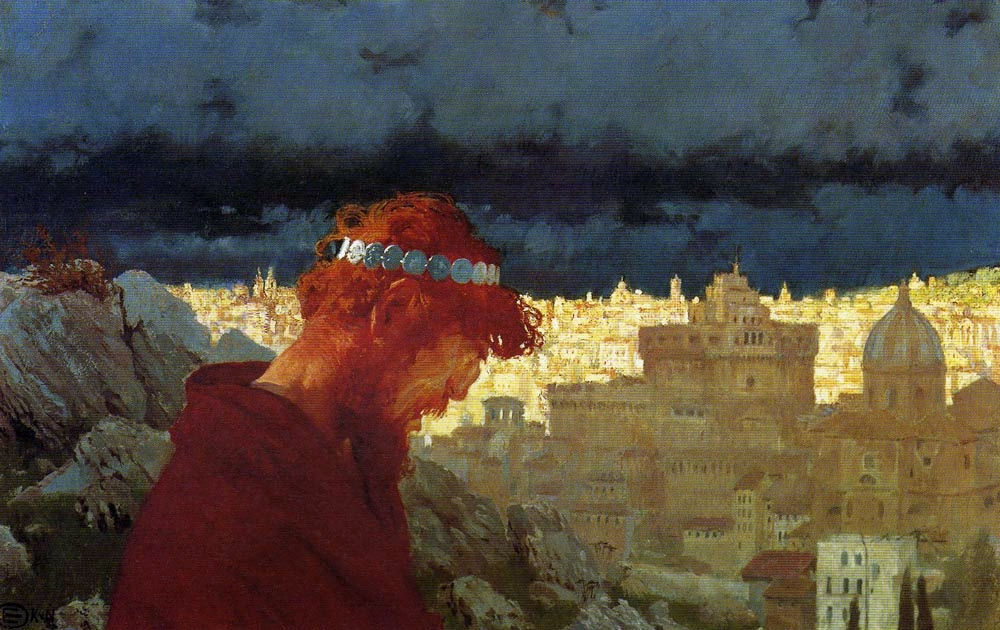
Иуда, 1901
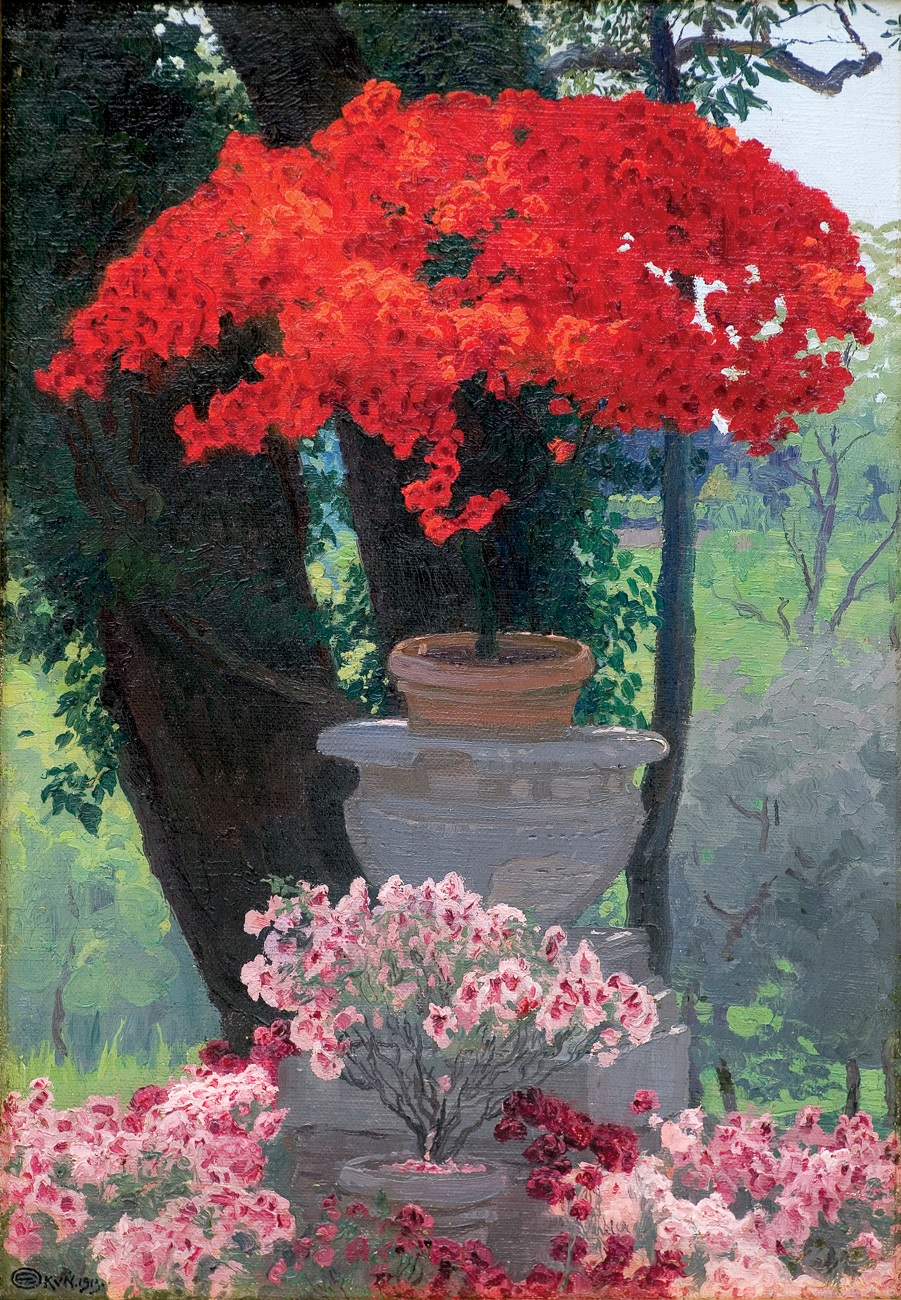
В саду Виллы Боргезе, 1913
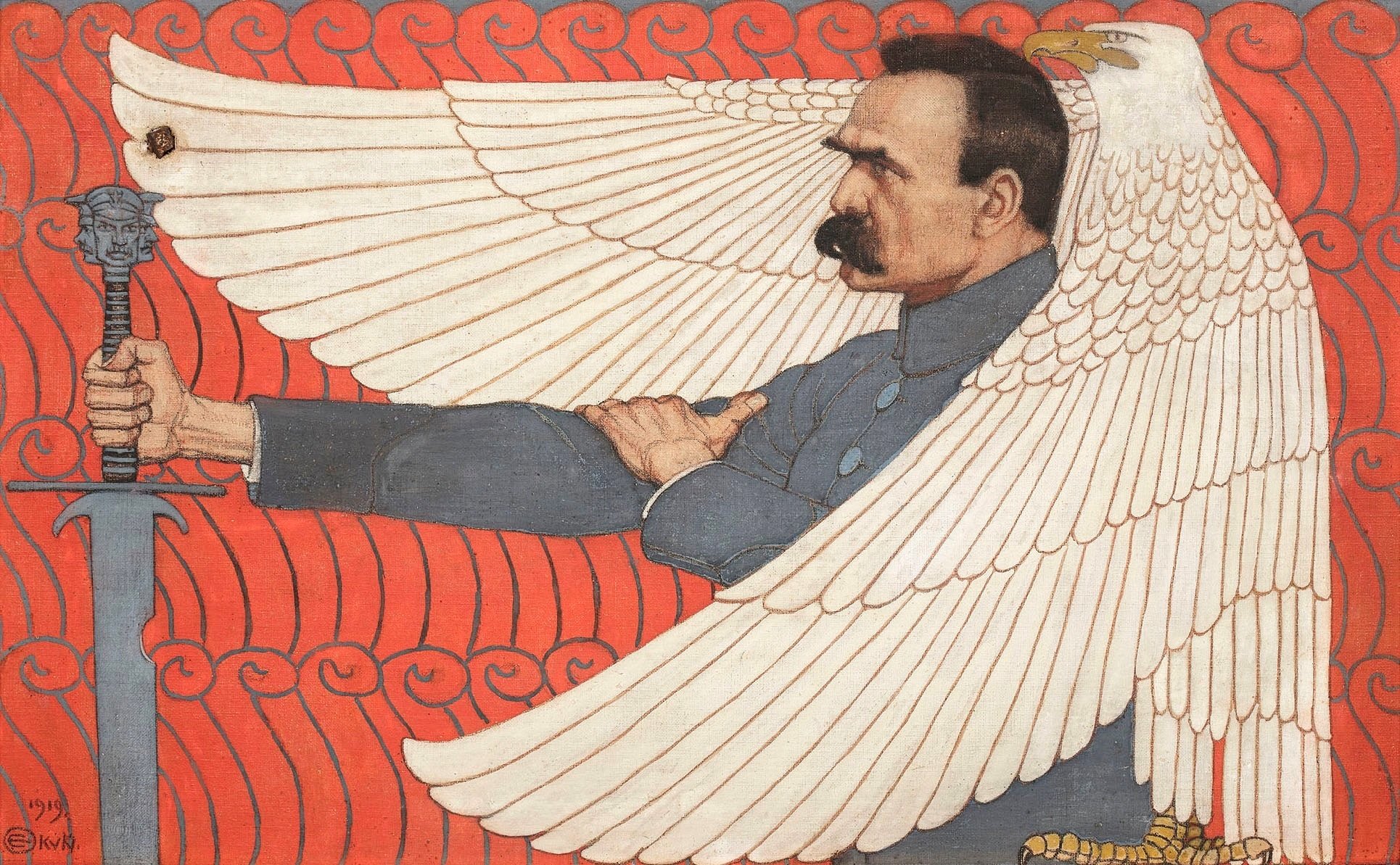
Юзеф Пилсудский, 1919
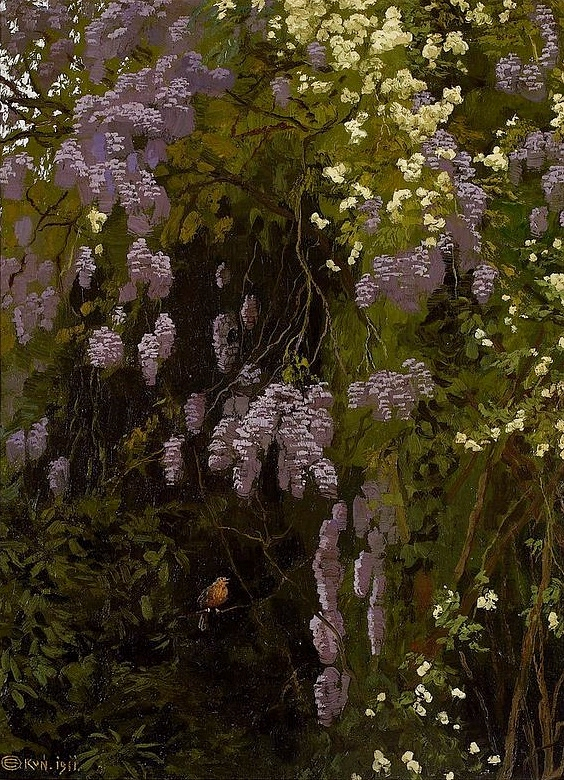
Глицинии, 1911
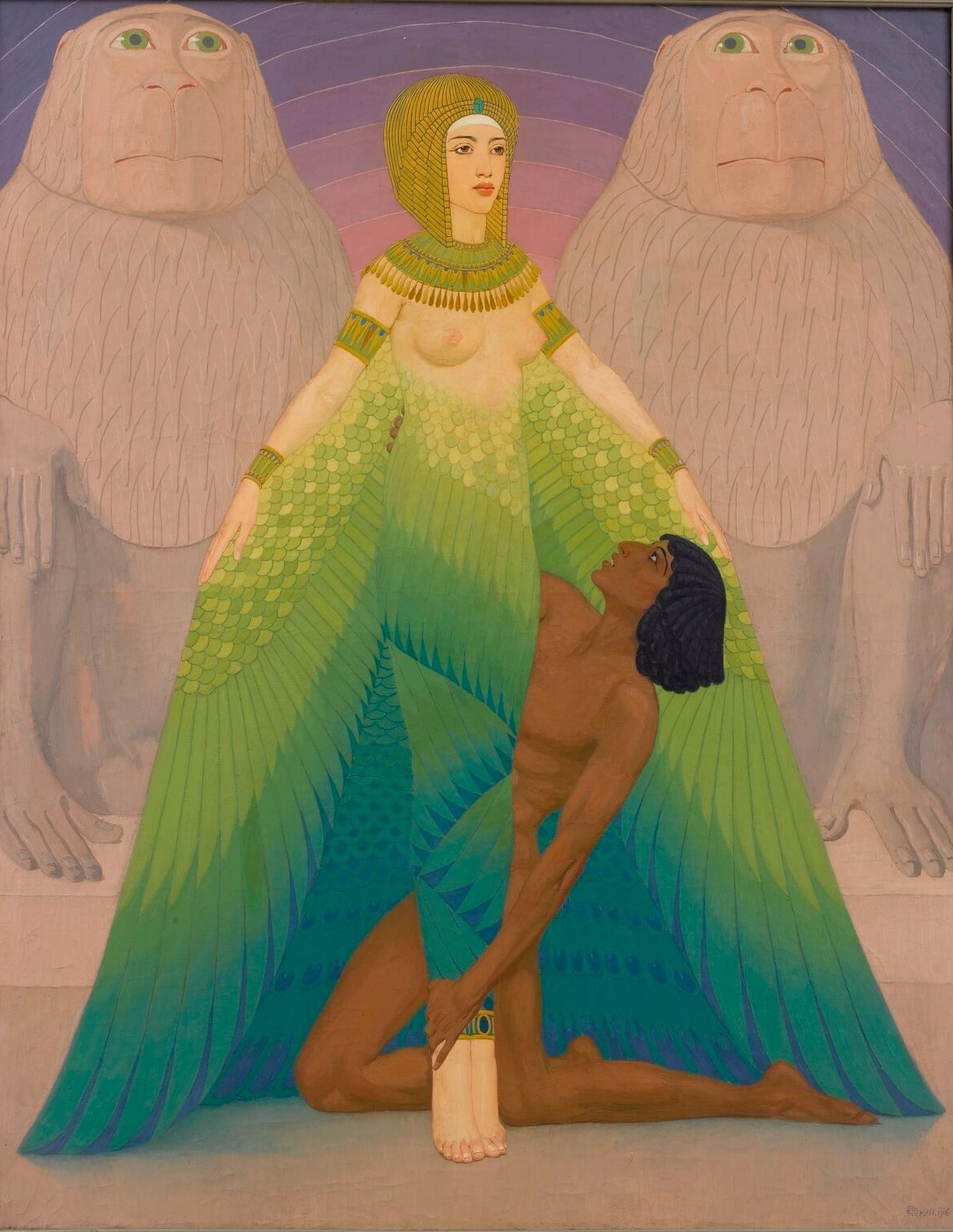
Богиня Хатхор, 1921
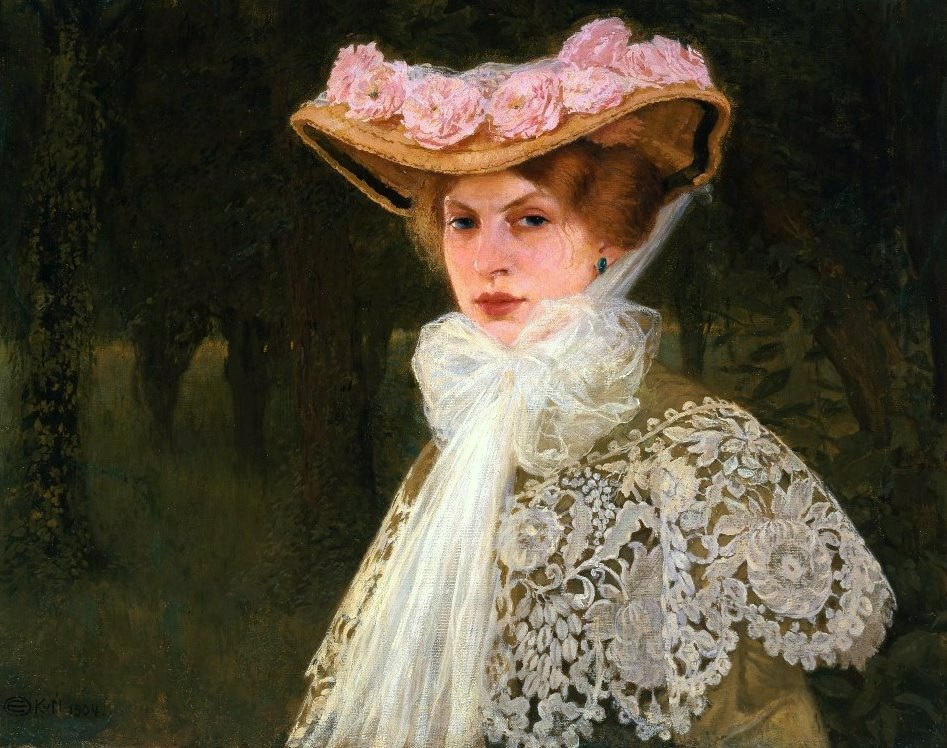
Портрет жены, 1907
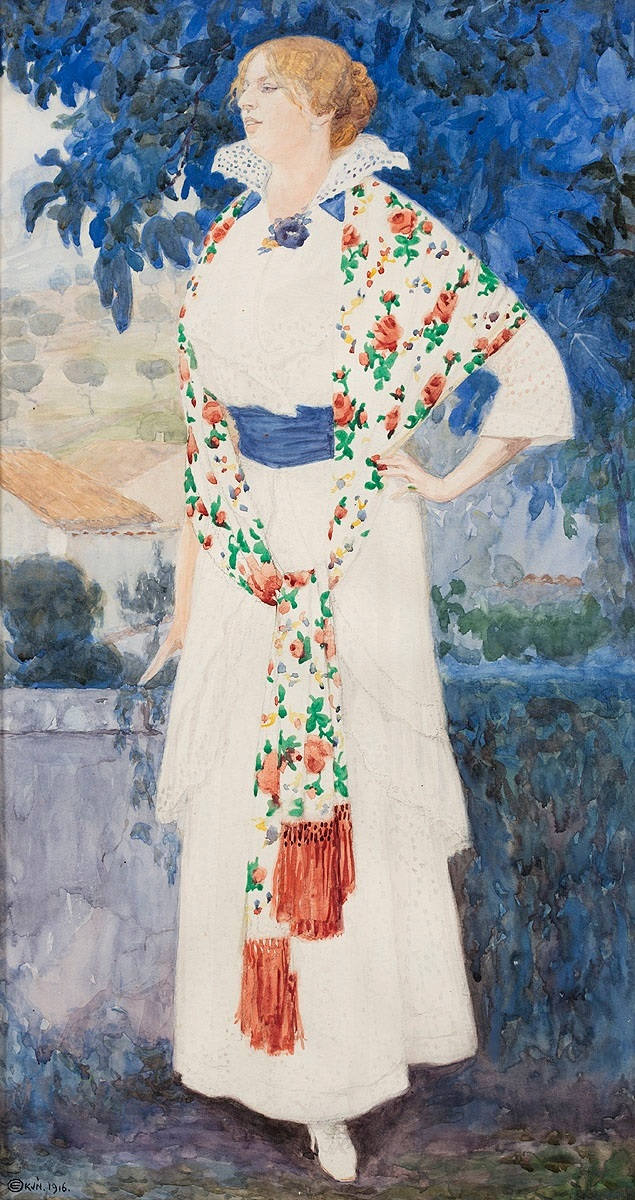
Портрет жены, 1916
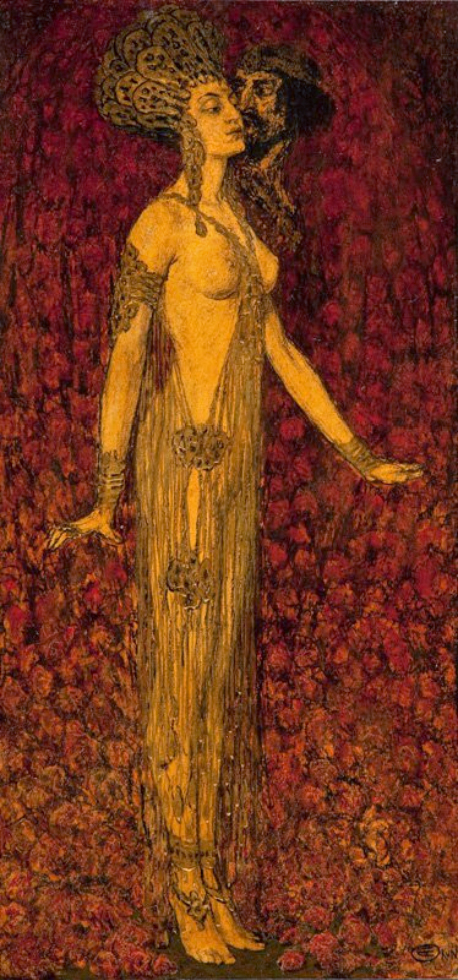
Саломея, ок. 1910
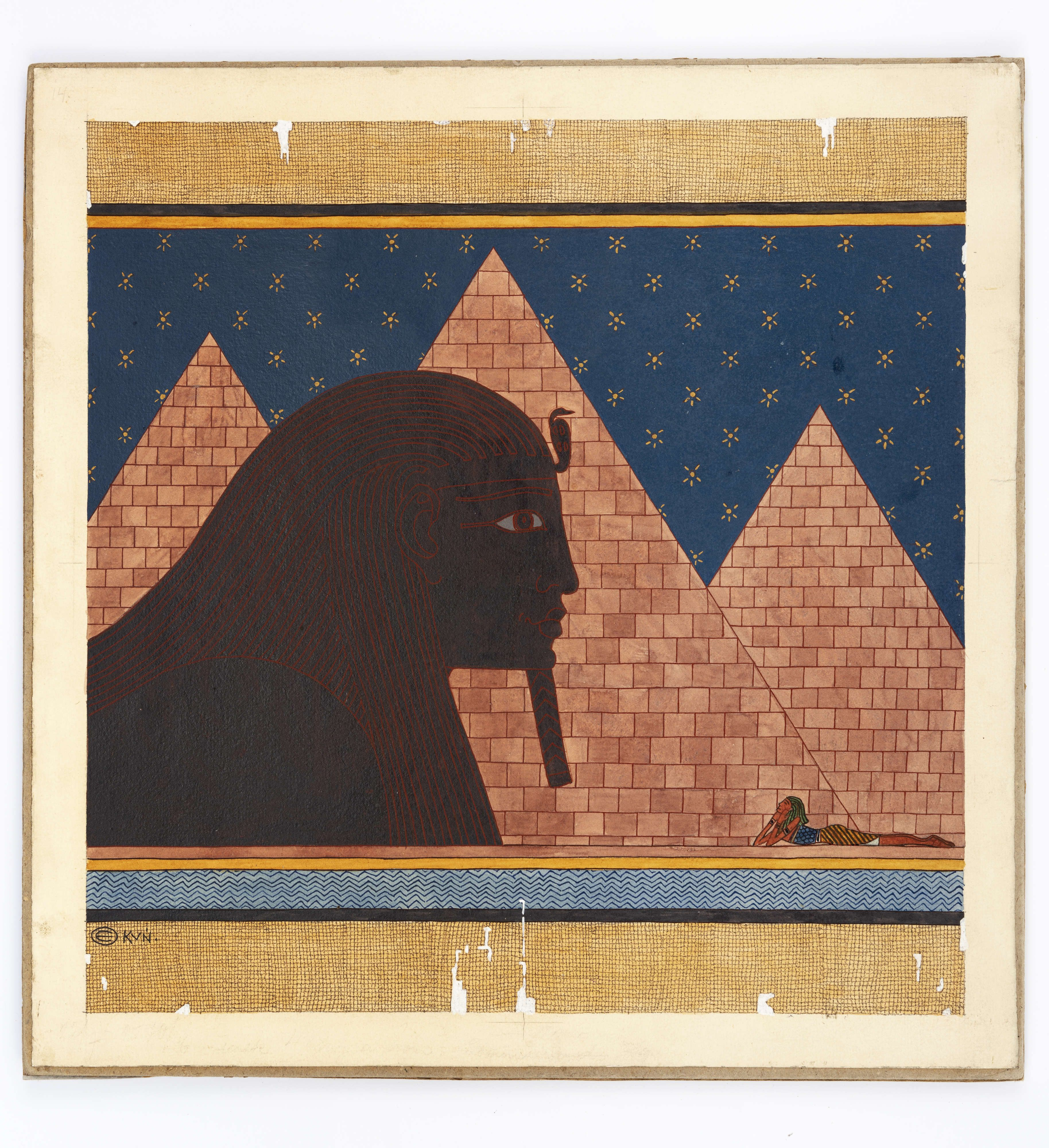
Сфинкс. Иллюстрация к роман «Фараон» Болеслава Пруса, ок. 1914-1924